# Nauplios
Nauplios (latinsky Nauplius) je v řecké mytologii eubojský král, jehož otcem je král moří Poseidón.
Jeho matkou byla Amymóné, jedna z padesáti dcer krále Danaa.
Král založil město, pojmenované po něm Nauplios. Podle některých verzí se jeho manželkou stala Filyra, která mu dala syna Lerna. Jeho následníkem byl Naubolos, po něm Klytoneos a Nauplios, dalo by se říci toho jména druhý.
Někdy oba nositelé jména Nauplios splývají v jednu osobu, v tom případě však jeho životní osudy přesahují rozsah jednoho lidského života. Je tedy pravděpodobnější, že po zakladateli Nauplia se jedná o dalšího muže s jinými osudy.
Nauplios (II.) je uveden mezi účastníky plavby Argonautů. Byl sám vynikajícím mořeplavcem.
Oženil se s Klymené, dcerou krétského krále Katrea. Měl několik synů, nejznámější z nich je Palamédés. Tento syn bojoval v trojské válce, když předtím byl jedním z poslů, kteří měli získat pro válčení také ithackého krále Odyssea. Tomu se nechtělo na dlouhá léta opustit svou vlast a manželku, předstíral tedy šílenství. Když oral, položil Palamédés před něj do brázdy Odysseova malého syna Télemacha. Odysseus potah okamžitě zastavil a tím prozradil, že šílenství jenom předstírá.
Odysseus mu tuto lest neodpustil a v průběhu obléhání Tróje podvrhl dopis, který usvědčoval Palaméda, že zradil své krajany za trojské zlato. Rozzuření Achájci domnělého zrádce ukamenovali.
Nauplios se za toto bezpráví pomstil Řekům zvláštním způsobem: manželkám bojovníků namlouval, že jejich manželé si užívají se zajatými trójankami. Nabádal manželky, aby jim stejně oplatily nevěru a nedalo mu to mnoho práce, mnohé z nich si našly milence a oplácely manželům stejnou mincí.
Navíc Nauplios lstivě zapálil ohně na pobřeží a když se řecké lodě vracely z války, najely na břehy nebezpečného mysu Kafáreus a mnohé z nich tam ztroskotaly.